# Rajendra Prasad
Rajendra Prasad (hindi डाक्टर राजेन्द्र प्रसाद; ur. 3 grudnia 1884 w Ziradei, Indie Brytyjskie, zm. 28 lutego 1963 w Patna, Indie) – polityk indyjski, pierwszy prezydent tego kraju od 26 stycznia 1950 do 13 maja 1962. Członek Indyjskiego Kongresu Narodowego.